# Boris McGiver
Boris McGiver (ur. 23 stycznia 1962 w Cobleskill w hrabstwie Schoharie) – amerykański aktor teatralny, filmowy i telewizyjny.

## Życiorys
Syn aktora Johna McGivera. Urodził się w rodzinie o korzeniach ukraińskich i irlandzkich. Uczęszczał m.in. do szkoły muzycznej, kształcąc się w zakresie gry na rogu. Ukończył studia aktorskie na New York University.
Jako aktor teatralny wielokrotnie występował w produkcjach off-broadwayowskich. Zagrał m.in. w Jak wam się podoba, Hapgood, Troilusie i Kresydzie, Henryku VI, część 1, Henryku VI, część 2, Antoniuszu i Kleopatrze, More Lies About Jerzy, Cymbelinie czy Book of Days. W 2009 debiutował na Broadwayu w inscenizacji Pożądania w cieniu wiązów Eugene'a O’Neilla. W 2011 zagrał w broadwayowskiej produkcji War Horse.
W filmie pojawił się po raz pierwszy w 1987, kiedy to otrzymał niewielką rolę w Chwastach z Jackiem Nicholsonem i Meryl Streep. Wystąpił również w Różowej Panterze, Elicie i Lincolnie. Zagrał w kilku odcinkach Prawa ulicy, Impersonalnych i finałowego sezonu Zakazanego imperium. W 2013 otrzymał drugoplanową rolę dziennikarza Toma Hammerschmidta w serialu House of cards.

## Filmografia
- 1987: Chwasty
- 2004: Connie i Carla
- 2004: New York Taxi
- 2006: Prawo ulicy (serial TV)
- 2006: Różowa Pantera
- 2007: Rockefeller Plaza 30 (serial TV)
- 2008: Elita
- 2008: John Adams (miniserial)
- 2012: Impersonalni (serial TV)
- 2012: Lincoln
- 2012: Układy (serial TV)
- 2013: House of Cards (serial TV)
- 2013: Killing Kennedy
- 2013: Zaprzysiężeni (serial TV)
- 2014: Szpiedzy Waszyngtona (serial TV)
- 2014: Zakazane imperium (serial TV)
- 2019: Evil (serial TV)
- 2019: Point Blank
- 2019: Servant (serial TV)
- 2020: For Life (serial TV)
- 2022: Nasza bandera znaczy śmierć (serial TV)[1]